# Garaeus opacarius
Garaeus opacarius là một loài bướm đêm trong họ Geometridae.